# سهره گلی سرخ‌پوش
سهره گلی سرخ‌پوش (نام علمی: Carpodacus rhodochlamys) نام یک گونه از سرده سهره گلی است.